# Mythimna scottii
Mythimna scottii là một loài bướm đêm thuộc họ Noctuidae. Nó được tìm thấy ở Úc, Fiji, Nouvelle-Calédonie và Hawaii. 